# Fusió per zones

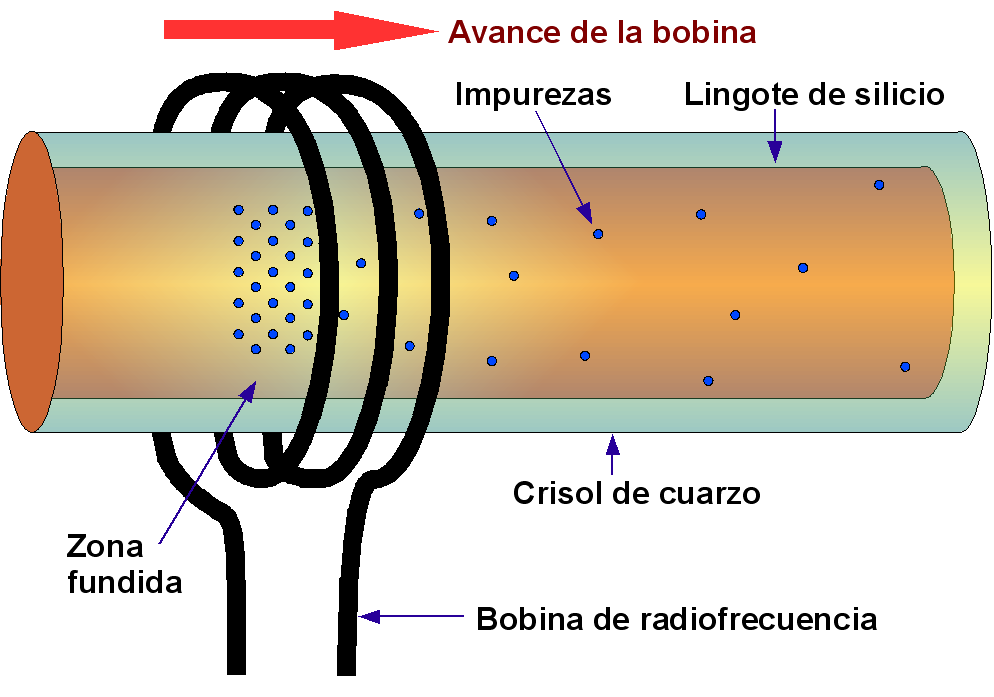
Representació d'un gresol per fusió per zones.

La Fusió per zones  és un mètode que permet purificar els lingots d'un semiconductor. Es basa en el fet que les impureses es dissolen en el semiconductor fos. Després, si una zona fosa avança pel lingot, les impureses s'aniran concentrant-hi, quedant al seu pas el semiconductor purificat.
La fusió per zones es realitza en un gresol de quars que es mou respecte a una bobina d'inducció, per la qual circula corrent de radiofreqüència que indueix corrents de Foucault en el semiconductor, arribant a fondre, per efecte Joule. En anar avançant la bobina, la zona fosa també ho fa, arrossegant amb si les impureses, mentre el semiconductor es recristal·litza en refredar. Se solen fer diverses passades i, al final, es talla l'extrem que conté les impureses acumulades. Mitjançant aquest mètode s'aconsegueix una concentració d'impureses en el lingot tractat, que pot arribar a ser menor d'una part per milió.
La bobina sol estar construïda amb tub de coure, per l'interior circula aigua per refrigerar.
No totes les impureses s'eliminen fàcilment. L'oxigen, per exemple, és molt difícil de separar del silici. Per això es procura que la purificació química prèvia no afegeixi oxigen. La major o menor facilitat per separar els àtoms d'un element determinat s'anomena índex de segregació d'aquest element. Com més gran sigui, més fàcil és que la fusió per zones separi aquest element.